# Podlisów
Podlisów – część wsi Stodoły-Wieś w Polsce, położona w województwie świętokrzyskim, w powiecie opatowskim, w gminie Wojciechowice.
W latach 1975–1998 Podlisów administracyjnie należał do województwa tarnobrzeskiego.